# Дак-Ки (Флорида)
Дак-Ки (англ. Duck Key) - статистически обособленная местность в округе Монро, штат Флорида, США.

## География
По данным Бюро переписи населения США статистически обособленная местность Дак-Ки имеет общую площадь в 2,33 квадратных километров, водных ресурсов в черте населённого пункта не имеется.
Статистически обособленная местность Дак-Ки расположена на высоте 1 м над уровнем моря.

## Демография
По данным переписи населения 2000 года в Дак-Ки проживало 443 человека, 141 семья, насчитывалось 235 домашних хозяйств и 828 жилых домов. Средняя плотность населения составляла около 190,13 человека на один квадратный километр. Расовый состав населённого пункта распределился следующим образом: 98,65 % белых, 0,45 % — чёрных или афроамериканцев, 0,23 % — азиатов, 0,68 % — представителей смешанных рас, Испаноговорящие составили 2,93 % от всех жителей статистически обособленной местности.
Из 235 домашних хозяйств в 8,9 % воспитывали детей в возрасте до 18 лет, 56,6 % представляли собой совместно проживающие супружеские пары, в 3,0 % семей женщины проживали без мужей, 39,6 % не имели семей. 33,2 % от общего числа семей на момент переписи жили самостоятельно, при этом 14,9 % составили одинокие пожилые люди в возрасте 65 лет и старше. Средний размер домашнего хозяйства составил 1,89 человек, а средний размер семьи — 2,32 человек.
Население статистически обособленной местности по возрастному диапазону по данным переписи 2000 года распределилось следующим образом: 8,8 % — жители младше 18 лет, 2,3 % — между 18 и 24 годами, 20,8 % — от 25 до 44 лет, 40,0 % — от 45 до 64 лет и 28,2 % — в возрасте 65 лет и старше. Средний возраст жителей составил 54 года. На каждые 100 женщин в Дак-Ки приходилось 101,4 мужчин, при этом на каждые сто женщин 18 лет и старше приходилось 101,0 мужчин также старше 18 лет.
Средний доход на одно домашнее хозяйство статистически обособленной местности составил 39 125 долларов США, а средний доход на одну семью — 39 708 долларов. При этом мужчины имели средний доход в 50 341 доллар США в год против 26 429 долларов среднегодового дохода у женщин. Доход на душу населения статистически обособленной местности составил 39 125 долларов в год. 23,4 % от всего числа семей в населённом пункте и 16,6 % от всей численности населения находилось на момент переписи населения за чертой бедности, при этом 6,9 % из них были моложе 18 лет и 15,4 % — в возрасте 65 лет и старше.